# Magnolia panamensis
Magnolia panamensis — вид рослин родини магнолієвих (Magnoliaceae).
Це вічнозелене дерево, що походить з вологих тропічних лісів Панами, також ареал імовірно поширюється на Коста-Рику.